# (1105) Fragaria
(1105) Fragaria ist ein Asteroid des Hauptgürtels, der am 1. Januar 1929 vom deutschen Astronomen Karl Wilhelm Reinmuth in Heidelberg entdeckt wurde.
Der Asteroid ist nach der Pflanzengattung der Erdbeeren benannt.